# 荷源乡
荷源乡，是中华人民共和国江西省抚州市黎川县下辖的一个乡镇级行政单位。

## 行政区划
荷源乡下辖以下地区：
荷源荷苑社区、荷源村、畲上村、资福村、芦油村和陈家村。